# Nesbyen (plaats)
Nesbyen is een plaats in de gemeente Nesbyen in de Noorse provincie Buskerud. Nesbyen telt 2131 inwoners (2007) en heeft een oppervlakte van 3,18 km². Het is de hoofdplaats van de gemeente. 
Het dorp heeft een station aan Bergensbanen, met meerdere treinen per dag naar Oslo en Bergen. Nesbyen ligt in het Hallingdal. In het dorp staat het Hallingdal Museum dat de geschiedenis van het dal als thema heeft.

## Kerk

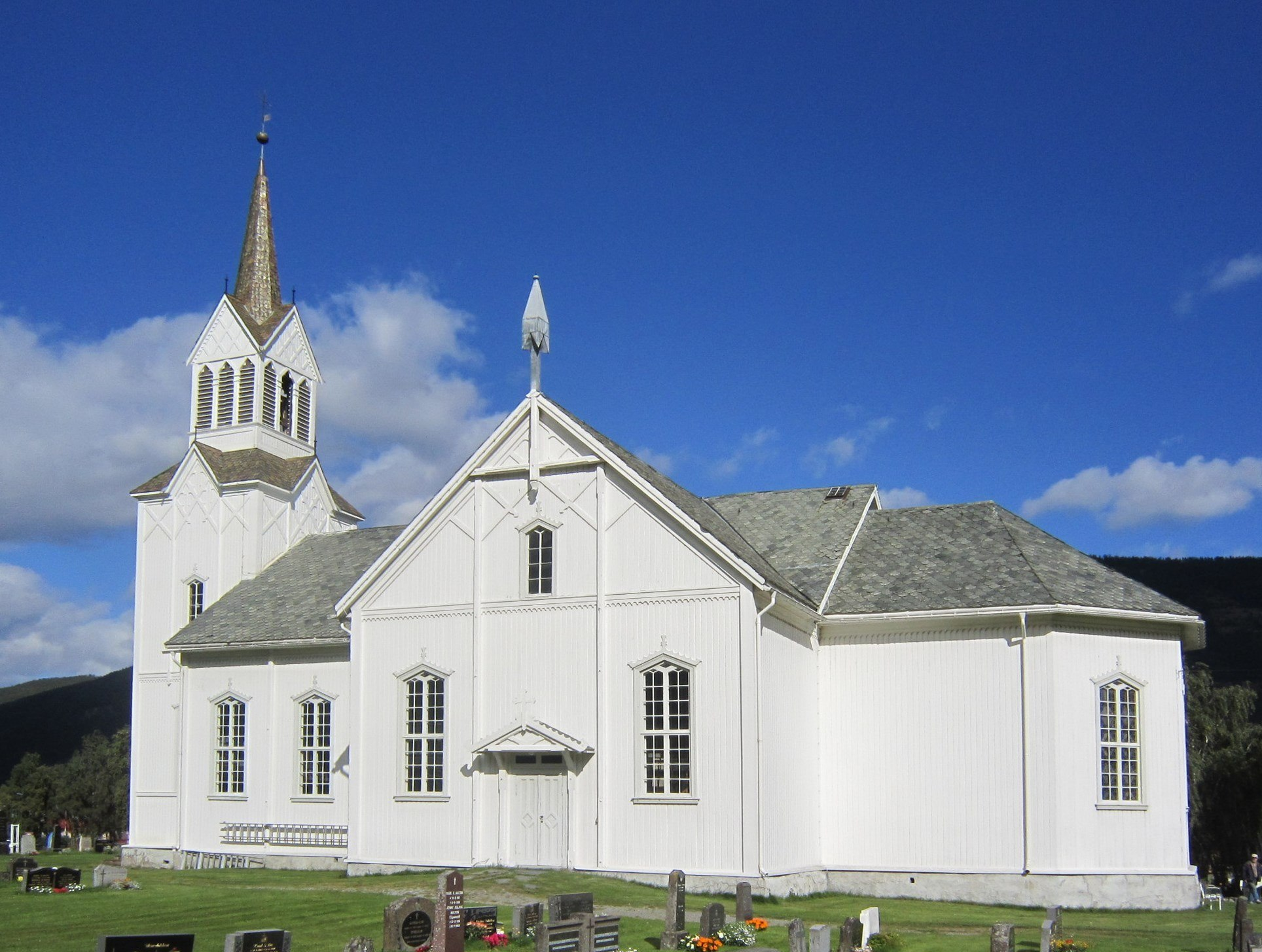
kerk van Nesbyen

Het dorp heeft een kruiskerk uit 1862. De houten kerk heeft 900 zitplaatsen. Eerder had het dorp een staafkerk die gebouwd was rond 1200. Deze kerk werd in 1864 gesloopt nadat het gebouw door brand ernstig was beschadigd. De huidige kerk wordt plaatselijk wel aangeduid als de Hallingdalsdom omdat het de grootste kerk in het dal is. 